# X-2
X-2 – oznaczenie wydziału kontrwywiadowczego Biura Służb Strategicznych (OSS) amerykańskiej agencji wywiadowczej, działającej w latach 1942–1945 (podczas II wojny światowej).

## Powołanie OSS
13 czerwca 1942 prezydent Franklin Delano Roosevelt postanowił zlikwidować działającą dotychczas tzw. Koordynację Informacyjną (Coordinator of Information – COI) i w jej miejsce utworzyć nową agencję wywiadowczą nazwaną Biurem Służb Strategicznych (Office of Strategic Services – OSS), podlegającą pod Połączony Komitet Szefów Sztabów – JCS.
Departamenty COI zostały przydzielone do innych instytucji wywiadowczych – Służby Propagandowe zostały przydzielone do także nowo utworzonego Biura Informacji Wojennej, a pozostałość zlikwidowanej COI – do Biura Służb Strategicznych – OSS. Zadaniem nowej agencji było m.in. gromadzenie i analiza materiału strategicznego dla Połączonego Komitetu Szefów Sztabów (Joint Chefs of Staff – JCS) oraz planowanie operacji specjalnych potrzebnych JCS i kierowanie ich realizacją.

## Struktura OSS
W strukturach OSS działały:
- SI (lub SI/B) – Secret Intelligence (Tajny Wywiad): gromadzenie informacji wywiadowczych i szpiegostwo
- SO (lub SO/G) – Secret Operations (Tajne Operacje): sabotaż, działania partyzancko-wywrotowe
- R&A – Research and Analysis (Badania i Analizy, tzw. korpus hotelowy): analizy operacji konwencjonalnych i specjalnych, m.in. ocena bombardowań alianckich w Europie
- MO – Morale Operations (tzw. czarna propaganda): operacje psychologiczne, czarna propaganda
- X-2 – kontrwywiad: ochrona działań wywiadu amerykańskiego.

## Kontrwywiad OSS – X-2
W chwili powstania X-2 liczył 25 osób, jego biura mieściły się w opuszczonej na czas wojny londyńskiej siedzibie MI6. W końcu 1944 wydział zatrudniał 500 kobiet i mężczyzn w 16 placówkach polowych, rozsianych po całym świecie. Ciekawe jest to, że  większość personelu stanowili tacy ludzie jak prawnicy i profesorowie uniwersytetów. W X-2 pracowali m.in. James Jesus Angleton, szef kontrwywiadu OSS (tj. X-2) w Rzymie, a następnie szef sztabu kontrwywiadu Centralnej Agencji Wywiadowczej. Zgodnie z ocenami Biura Służb Strategicznych, X-2 przyczyniło się do usunięcia około 1300 agentów nieprzyjaciela. W tajnej historii OSS  Pearson odnotował, że X-2 współpracowało ściśle nie tylko z Brytyjczykami, ale otrzymywało również materiały  kontrwywiadowcze ze źródeł francuskich, norweskich i włoskich. Wymieniało też informacje ze służbami kontrwywiadu Turcji, Danii, Szwecji, Holandii i Belgii. Do końca wojny kontrwywiad OSS (X-2) zgromadził akta około 300 tysięcy osób.
Pierwszym naczelnikiem wydziału był prawnik z Chicago, Hubert Will. Jego następcą, profesor anglistyki z Uniwersytetu Yale, Norman Holmes Pearson. To on nadał wydziałowi kontrwywiadu OSS oznaczenie X-2, prawdopodobnie dla podkreślenia związków z brytyjskim Komitetem XX. Pearson pracował przez pewien czas w Bletchley Park, gdzie w ramach programu Ultra prowadzono dekryptaż niemieckich depesz zaszyfrowanych za pomocą maszyn szyfrujących Enigma. Był pełniącym obowiązki kierownika londyńskiej placówki X-2, od lipca do października 1943. Całością X-2 kierował od września 1944 do stycznia 1945. Wśród brytyjskich współpracowników Pearsona był  Kim Philby, który z ramienia brytyjskiej Tajnej Służby Wywiadowczej (MI6) nadzorował działalność wywiadowczą w rejonie Półwyspu Iberyjskiego. Pearson pamiętał, że zalecono mu ostrożność w kontaktach z Philbym, którego po ucieczce do Moskwy w 1963 zdemaskowano jako radzieckiego szpiega, wieloletniego członka siatki szpiegowskiej Cambridge.

## Likwidacja OSS
Po zakończeniu II wojny światowej ówczesny prezydent Stanów Zjednoczonych, Harry Truman, który zastąpił Roosevelta po jego nagłej śmierci w 1945, rozwiązał Biuro Służb Strategicznych 1 października 1945; tym samym rozwiązano X-2 wchodzące w struktury biura. Mimo to OSS prowadziło swą działalność jeszcze do 12 stycznia 1946.
Większość pracowników cywilnych i wojskowych OSS, a było ich 1362 osoby, przeniesiono do Tymczasowej Służby Badań i Wywiadu podległej Departamentowi Stanu, resztę personelu – 9028 osób, przeniesiono do nowo utworzonej Jednostki Służby Strategicznej (Strategic Service Unit, SSU), która następnie połączona z Central Intelligence Group (CIG) Grupą Centrali Wywiadu utworzyła działającą do dziś Centralną Agencję Wywiadowczą.